# Anders Andersen (Politiker, 1912)
Anders Ejnar Andersen (* 1. Oktober 1912 in Voldby Sogn, Norddjurs Kommune; † 13. April 2006) war ein dänischer Landwirt und Politiker der Venstre, der unter anderem Minister für Finanzen, Wirtschaft, Steuern und Abgaben sowie mehr als dreizehn Jahre lang Präsident des Landbrugsrådet war, der Interessenorganisation der Landwirtschaft Dänemarks.

## Leben

### Landwirt und erfolglose Kandidaturen für das Folketing
Andersen besuchte nach einer Lehre und Tätigkeit in der Landwirtschaft zwischen 1930 und 1931 die Oberschule in Askov sowie zwischen 1935 und 1936 die Landwirtschaftsschule in Ladelund. Während des Zweiten Weltkrieges engagierte er sich im Venstre Ungdom (VU), dem Jugendverband der Venstre, und war zwischen 1940 und 1945 Vorsitzender der VU in Djursland sowie zugleich zwischen 1942 und 1945 in Randers Amt.
Andersen, der seit 1941 als selbständiger Landwirt tätig war, kandidierte bei den Wahlen vom 28. Oktober 1947 sowie 5. September 1950 jeweils erfolglos als Kandidat der Venstre für ein Abgeordnetenmandat im Folketing. Danach engagierte er sich zwischen 1950 und 1962 als Mitglied des Rates eines Kirchspiels (Sognerådet).

### Abgeordneter
Bei der Wahl am 21. April 1953 wurde Andersen, der 1954 in dritter Generation den Bauernhof der Familie Benzonslyst bei Grenaa übernahm, im Wahlkreis Halvrimmen erstmals als Abgeordneter in das Folketing gewählt. Dabei erhielt er 1943 persönliche Stimmen von 4064 Wählerstimmen für die Partei und übernahm damit das zweite Anhangmandat für die Venstre in Randers Amt.
In den ersten Jahren seiner Parlamentszugehörigkeit war er überwiegend Hinterbänkler und befasste sich auch in seinem ersten Sprecheramt für die Fraktion der Venstre am 21. April 1954 lediglich mit der Verwendung von Restgeldern aus der Kriegsversicherung. Entgegen der Absicht der damaligen sozialdemokratischen Regierung von Ministerpräsident Hans Hedtoft, die eine Verwendung für wohltätige Zwecke beabsichtigte, setzte er sich für eine Rückzahlung an die ursprünglichen Anleger aus.

### Präsident des Landbrugsrådet und Finanzpolitischer Sprecher
Im Mittelpunkt seiner Arbeit Ende der 1950er Jahre lag sein Einsatz für die Interessen der Landwirte. Auf der Hauptversammlung der Landwirtschaftlichen Vereinigung von Jütland wurde er am 9. Oktober 1959 mit 206 Stimmen zum Vorsitzenden gewählt und konnte sich damit gegen den amtierenden Präsidenten des Landbrugsrådet Hans Pinstrup durchsetzen, der lediglich 176 Stimmen erhielt. Dabei sprach sich Andersen für eine angemessene Entschädigung dänischer Landwirte nach den Einbrüchen aus, die aufgrund der Gründung des Binnenmarktes innerhalb der Europäischen Wirtschaftsgemeinschaft (EWG) am 25. März 1957 sowie der vorgesehenen Gründung der Europäischen Freihandelsassoziation (EFTA) zum 1. Januar 1960 erwartet wurden.
Nach der Wahl zum Präsidenten des jütländischen Landwirtschaftlichen Vereinigung 1959 wurde er als Nachfolger von Hans Pinstrup 1960 auch zum Präsidenten des Landbrugsrådet ernannt, der Interessenvertretung der Landwirtschaft Dänemarks. Dadurch wuchs seine Bedeutung innerhalb der Venstre-Fraktion, so dass er nach der Wahl von Thorkil Kristensen zum Generalsekretär der OECD 1960 dessen Nachfolger als finanzpolitischer Sprecher der Fraktion sowie Mitglied des Vorstandes der Venstre wurde.

### Befürworter des EG-Beitritt Dänemarks
In diesen Funktionen kritisierte er die EFTA, da anders als bei der EWG die Zusammenarbeit bei Landwirtschaft und Fischerei nicht einbezogen waren. Aus diesem Grund war es für ihn eine Enttäuschung, dass 1962/63 aufgrund des Veto von Frankreich bei den Beitrittsverhandlungen in Brüssel eine Aufnahme von Dänemark und Großbritannien in die EWG scheiterte.
Nachdem letztlich 1969 aber auch die Verhandlungen zur Gründung der NORDEK scheiterten, durch die die wirtschaftliche Zusammenarbeit in Skandinavien gesteigert werden sollte, war der Weg für neue Beitrittsverhandlungen mit der EWG frei und sich Dänemark letztlich bei einer Volksabstimmung am 2. Oktober 1972 für den Beitritt in die Europäischen Gemeinschaften entschied.
Dadurch war Andersen seinem Ziel näher, die Zusammenarbeit in der Landwirtschaft zu fördern und einen Ausgleich für den Exportrückgang bei landwirtschaftlichen Produkten zu erzielen, da ihm diese Kompensation durch zwei Gesetzesinitiativen seit Juni 1958 nicht gelungen war. In der Folge kam es nach einem kurzzeitigen Warenlieferungsstopp zwischen dem 8. und 10. Mai 1961 zur Verabschiedung von drei wichtigen Marketinggesetzen durch die sozialdemokratischen Regierung der Ministerpräsidenten Viggo Kampmann und Jens Otto Krag zwischen 1961 und 1963, die letztlich zu einer staatlich geförderten Landwirtschaft in Dänemark führte.
In den darauf folgenden weiteren Beitrittsverhandlungen mit der EG vertrat Andersen als Präsident des Landbrugsrådet die Interessen der dänischen Landwirte.

### Minister
Nach der Folketingswahl vom 4. Dezember 1973 wurde Andersen als Finanzminister (Finansminister) in die von Ministerpräsident Poul Hartling gebildete Minderheitsregierung berufen und gehörte dieser bis zum Ende der Amtszeit Hartlings am 13. Februar 1975 an. Nach seiner Ernennung zum Minister trat er von seiner Funktion als Präsident des Landwirtschaftsrates zurück und wurde daraufhin Anfang 1974 durch Arne Pilegaard Larsen abgelöst.
Sein Einfluss als innerhalb der Venstre wurde nach der Folketingswahl vom 15. Februar 1977 vorübergehend geschwächt, wenngleich er die Funktion eines stellvertretenden Vorsitzenden der Venstre-Fraktion übernahm.
Allerdings wuchs sein Einfluss ein Jahr später als Ministerpräsident Anker Jørgensen von der Socialdemokraterne am 30. August 1978 eine Koalitionsregierung mit der Venstre bildete, in der Andersen sowohl Wirtschaftsminister (Økonomiminister) als auch Minister für Steuern und Abgaben (Minister for Skatter og Afgifter) wurde. Grund für die Bildung dieser Koalition war die Bekämpfung der zunehmenden wirtschaftlichen Schwierigkeiten. Das von der Koalition verkündete Wirtschaftsprogramm zur Kostendämpfung löst schärfste Proteste der Gewerkschaften aus. Diese Ministerposten bekleidete er bis zum Ende der Amtszeit der dritten Regierung Jørgensen am 26. Oktober 1979. Kurz zuvor hatte er auf eine erneute Kandidatur bei den Folketingswahlen am 23. Oktober 1979 verzichtet.
Bei der Wahl vom 8. Dezember 1981 wurde er wieder als Abgeordneter in das Folketing gewählt und vertrat bis zur Folketingswahl am 10. Januar 1984 wieder die Interessen der Venstre.
Als es am 10. Dezember 1982 zur Bildung der aus Det Konservative Folkeparti, Venstre, Centrum-Demokraterne und Det Kristeligt Folkeparti bestehenden Regierung des sogenannten „vierblättrigen Kleeblatts“ (Firkløverregeringen) unter Ministerpräsident Poul Schlüter kam, wurde Andersen von diesem wiederum zum Wirtschaftsminister ernannt und bekleidete diese Funktion in der ersten Regierung Schlüter bis zum 10. September 1987. Während seiner Amtszeit als Wirtschaftsminister kam es nach dem wirtschaftlichen Rückschritt und dem negativen Wachstum seit den 1970er Jahren erstmals 1984/85 zu wirtschaftlich besseren Jahren. Allerdings lag die Arbeitslosigkeit 1983 bei 10,5 Prozent, nachdem sie zehn Jahre zuvor 1973 vor der Wirtschaftskrise noch 1 Prozent betragen hatte. Außerdem verstärkte sich seit 1986 die Bedeutung des technologischen Sektors in der wirtschaftlichen Entwicklung der kommenden Jahrzehnte.